# Egon Rommel
Egon Rommel (* 13. September 1930) ist ein ehemaliger deutscher Diplomat. Er war Botschafter der DDR in der Mongolischen Volksrepublik und in der Volksrepublik Bulgarien. 

## Leben
Rommel wurde als Sohn eines Arbeiters geboren und besuchte eine Arbeiter-und-Bauern-Fakultät. Er schloss sich der SED an und studierte von 1950 bis 1956 an der Friedrich-Schiller-Universität Jena und der Deutschen Akademie für Staats- und Rechtswissenschaft in Potsdam. Sein Studium schloss er als Diplomstaatswissenschaftler ab. 
Er trat 1956 in den diplomatischen Dienst der DDR ein. Er war von 1958 bis 1968 Attaché und Sekretär an der DDR-Botschaft und von 1968 bis 1972 Botschaftsrat in Ulan Bator. 1972/1973 besuchte er die Parteihochschule der SED und war anschließend von 1973 bis 1976 stellvertretender Leiter der Abteilung „Ferner Osten“ im Ministerium für Auswärtige Angelegenheiten der DDR (MfAA). Von 1976 bis 1981 war er Botschafter der DDR in der Mongolischen Volksrepublik, von 1981 bis 1983 stellvertretender Abteilungsleiter „Südosteuropa“ im MfAA und schließlich von 1983 bis 1990 Botschafter der DDR in Sofia.

## Auszeichnungen
- Vaterländischer Verdienstorden in Bronze (1973)

## Schriften
- 60 Jahre Mongolische Volksrepublik – 60 Jahre sozialistische Außenpolitik der MVR. In: Deutsche Außenpolitik. Band 26, Nr. 7 (1981), S. 30–43.